# Travancas e Roriz
Travancas e Roriz (oficialmente: União das Freguesias de Travancas e Roriz) é uma freguesia portuguesa do município de Chaves, com 21,86 km² de área e 454 habitantes (censo de 2021). A sua densidade populacional é 20,8 hab./km².

## História
Foi constituída em 2013, no âmbito de uma reforma administrativa nacional, pela agregação das antigas freguesias de Travancas e Roriz e tem a sede em Travancas.

## Demografia
A população registada nos censos foi:
| Distribuição da População por Grupos Etários | Distribuição da População por Grupos Etários | Distribuição da População por Grupos Etários | Distribuição da População por Grupos Etários | Distribuição da População por Grupos Etários | Distribuição da População por Grupos Etários |
| -------------------------------------------- | -------------------------------------------- | -------------------------------------------- | -------------------------------------------- | -------------------------------------------- | -------------------------------------------- |
| Antes da agregação                           |                                              |                                              |                                              |                                              |                                              |
| Ano                                          | 0-14 anos                                    | 15-24 anos                                   | 25-64 anos                                   | >= 65 anos                                   | Total                                        |
| 2001                                         | 91                                           | 87                                           | 346                                          | 206                                          | 730                                          |
| 2011                                         | 48                                           | 40                                           | 251                                          | 227                                          | 566                                          |
| Após a agregação                             |                                              |                                              |                                              |                                              |                                              |
| Ano                                          | 0-14 anos                                    | 15-24 anos                                   | 25-64 anos                                   | >= 65 anos                                   | Total                                        |
| 2021                                         | 12                                           | 25                                           | 168                                          | 249                                          | 454                                          |